# Le Noël des petites terreurs
Le Noël des petites terreurs (The Three Gifts) est un téléfilm de Noël américain réalisé par David S. Cass Sr. et diffusé le 19 décembre 2009 sur Hallmark Channel.

## Fiche technique
- Titre original : The Three Gifts
- Réalisation : David S. Cass Sr. (en)
- Scénario : Donald Martin
- Photographie : James W. Wrenn
- Musique : Kevin Kiner et Takeshi Furukawa (en)
- Durée : 95 minutes

## Distribution
- Dean Cain (VF : Emmanuel Curtil) : Jack Green
- Jean Louisa Kelly (VF : Véronique Rivière) : Cherie Green
- Mimi Kennedy (VF : Brigitte Virtudes) : Rita Green
- Spencir Bridges : Ray
- Marsha Clark (en) (VF : Marie Martine) : Margo Battleford
- Donovan Scott : Santa
- Dylan Sprayberry : Mike
- Reginald VelJohnson (VF : Lionel Henry (acteur)) : Rodney
- Alex Zubarev : Henry
- Caleb Babcock : le garçon